# Dorszowate
Dorszowate,  wątłuszowate (Gadidae) – rodzina morskich ryb dorszokształtnych (Gadiformes). Obejmuje gatunki o bardzo dużym znaczeniu gospodarczym.

## Występowanie
Obecny zasięg występowania dorszowatych obejmuje Ocean Arktyczny, Atlantyk i Ocean Spokojny, większość gatunków zamieszkuje wody nad szelfem strefy umiarkowanej półkuli północnej. Dorsz atlantycki, motela i witlinek występują w Bałtyku. Wszystkie dorszowate – z wyjątkiem występującego także w polskich rzekach miętusa pospolitego – są gatunkami morskimi.

## Cechy charakterystyczne
Ciało wydłużone, pokryte drobnymi i okrągłymi łuskami. Długie płetwy nieparzyste, zwykle podzielone na trzy płetwy grzbietowe i dwie płetwy odbytowe. W płetwach brak promieni twardych. Płetwy brzuszne położone są pod piersiowymi albo na gardle. Uzębiony otwór gębowy u większości gatunków jest zaopatrzony w wąsik na podbródku. Symetryczny szkielet płetwy ogonowej. Położony w przedniej części ciała pęcherz pławny nie ma odgałęzień. Ikra nie posiada kropli tłuszczowej.
Dorszowate żywią się rybami i bezkręgowcami. Największe osobniki dorsza atlantyckiego osiągają prawie 2 m długości. Kilka gatunków podejmuje długie wędrówki, niektóre tworzą ławice.

## Systematyka

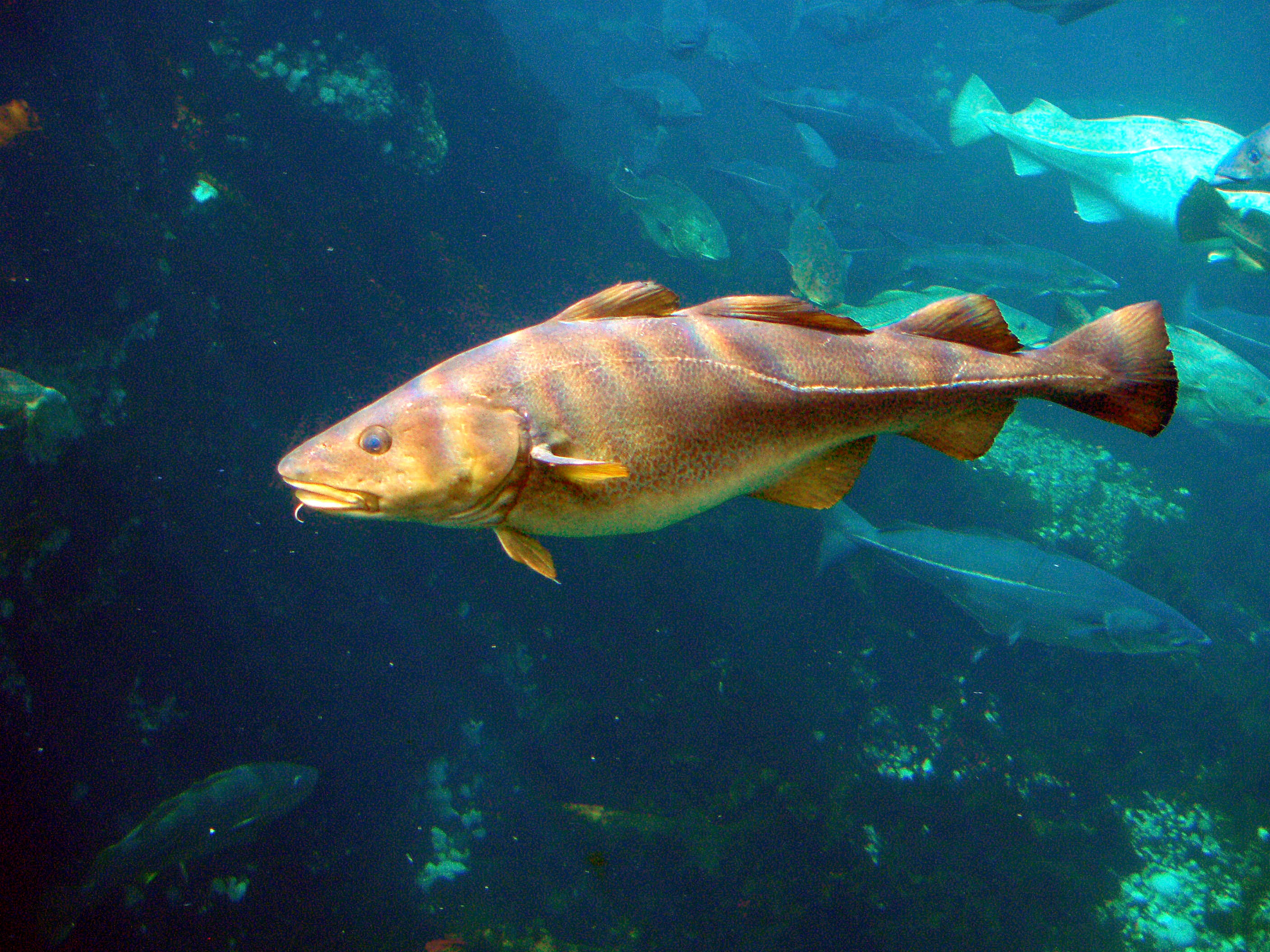
Gadus morhua

Klasyfikacja dorszowatych pozostaje sporna. Ichtiolodzy zaliczają do niej od 16 do 21 rodzajów grupowanych w 3 lub 4 podrodzinach. Poniżej przedstawiono podział na 4 podrodziny zaproponowany w 2002 przez Endo, potwierdzony w 2006 przez Teletchea i in. w wyniku przeprowadzonych przez nich badań morfologicznych i genetycznych.
Eschmeyer podnosi Lotinae i Phycinae do rangi rodzin Lotidae i Phycidae.
Nelson (2006) umieścił rodzaj Raniceps w monotypowej podrodzinie Ranicipitinae.

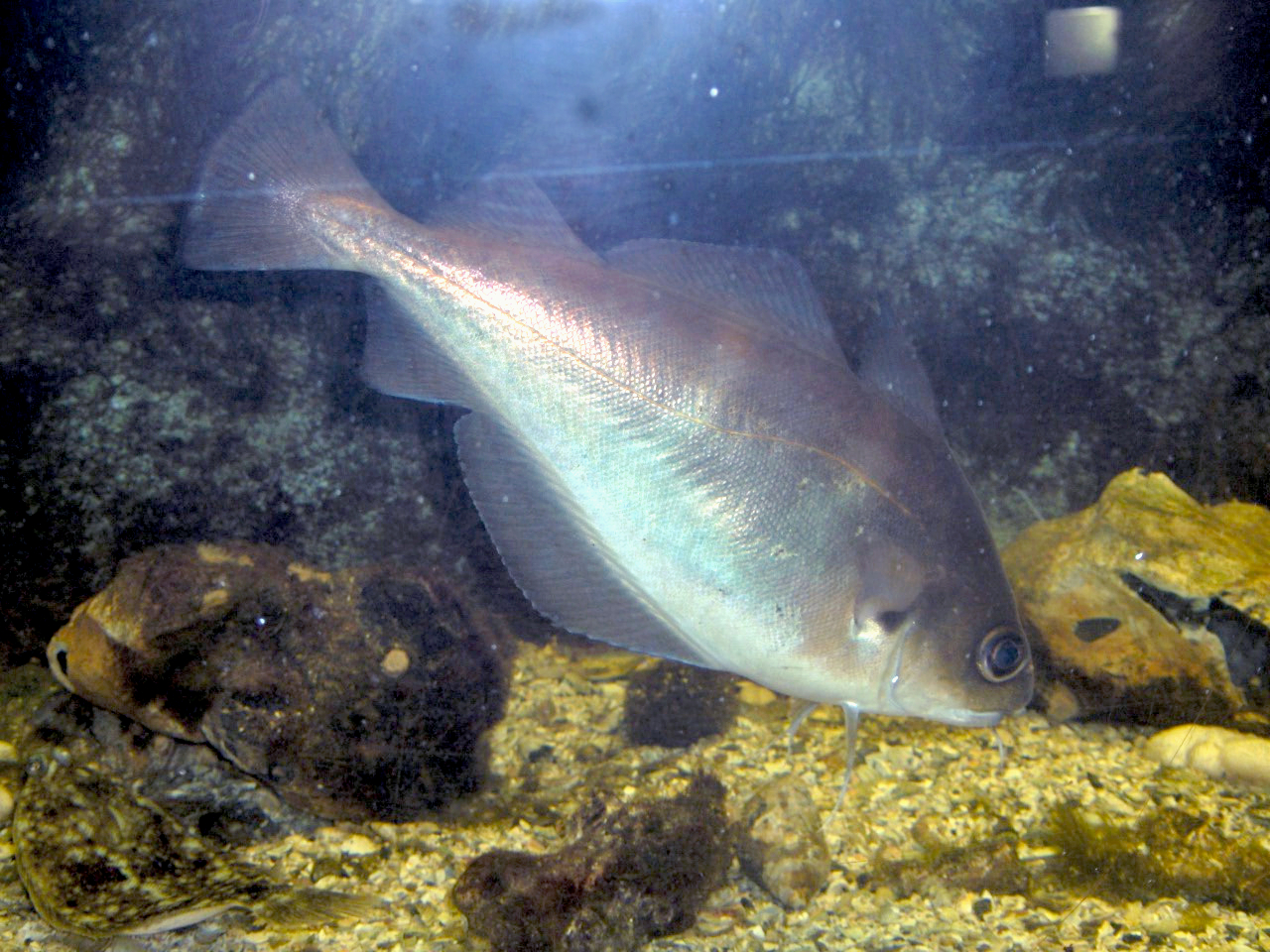
Trisopterus luscus

## Klasyfikacja
Rodzaje zaliczane do tej rodziny:
Arctogadus — Boreogadus — Eleginus — Gadiculus — Gadus — Melanogrammus — Merlangius — Microgadus — Micromesistius — Pollachius — Raniceps — Trisopterus